# Colobanthus quitensis
Colobanthus quitensis este o specie de plantă cu flori ce trăiește în Antarctida. Aceasta și specia Deschampsia antarctica sunt singurele plante cu flori native ce trăiesc pe continentul antarctic.